# Fanø
Fanø är en dansk ö, som ligger i Nordsjön i Region Syddanmark. Ön utgör hela Fanø kommun och är en del av Nationalpark Vadehavet.
På ön finns tätorterna Nordby (2707 invånare 2017) och Sønderho (275 invånare 2017). Strax söder om Nordby ligger Rindby Strand, som är ett stort fritidshusområde. Mitt på Fanø ligger skogsplanteringen Fanø Klitplantage som är 10 km².
Fanø har en 2,5 kilometer färjerutt till Esbjerg, Fanølinjen.

## Bildgalleri

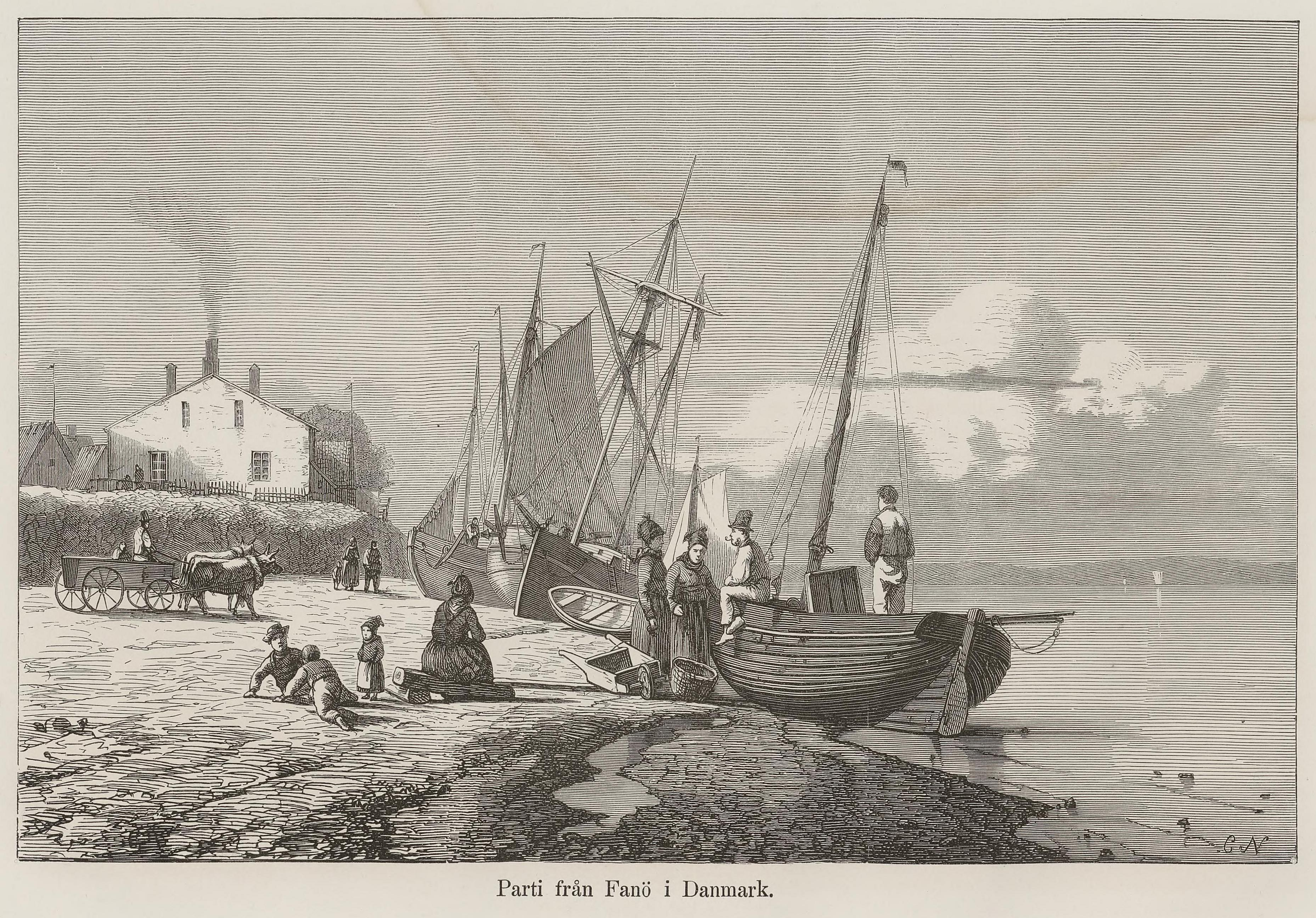
Fanø 1868, av Carl Neumann
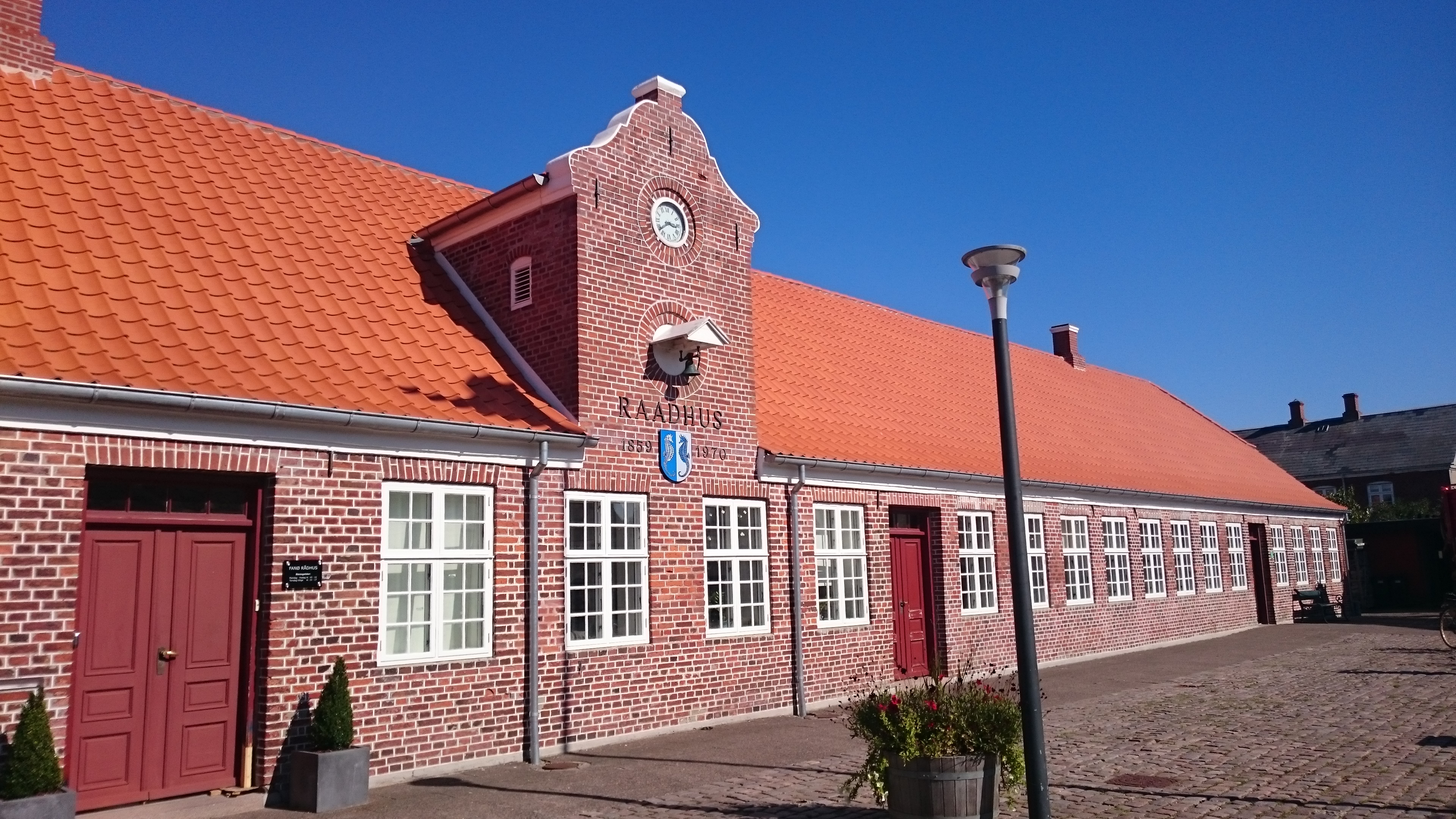
Fanø Rådhus i Nordby
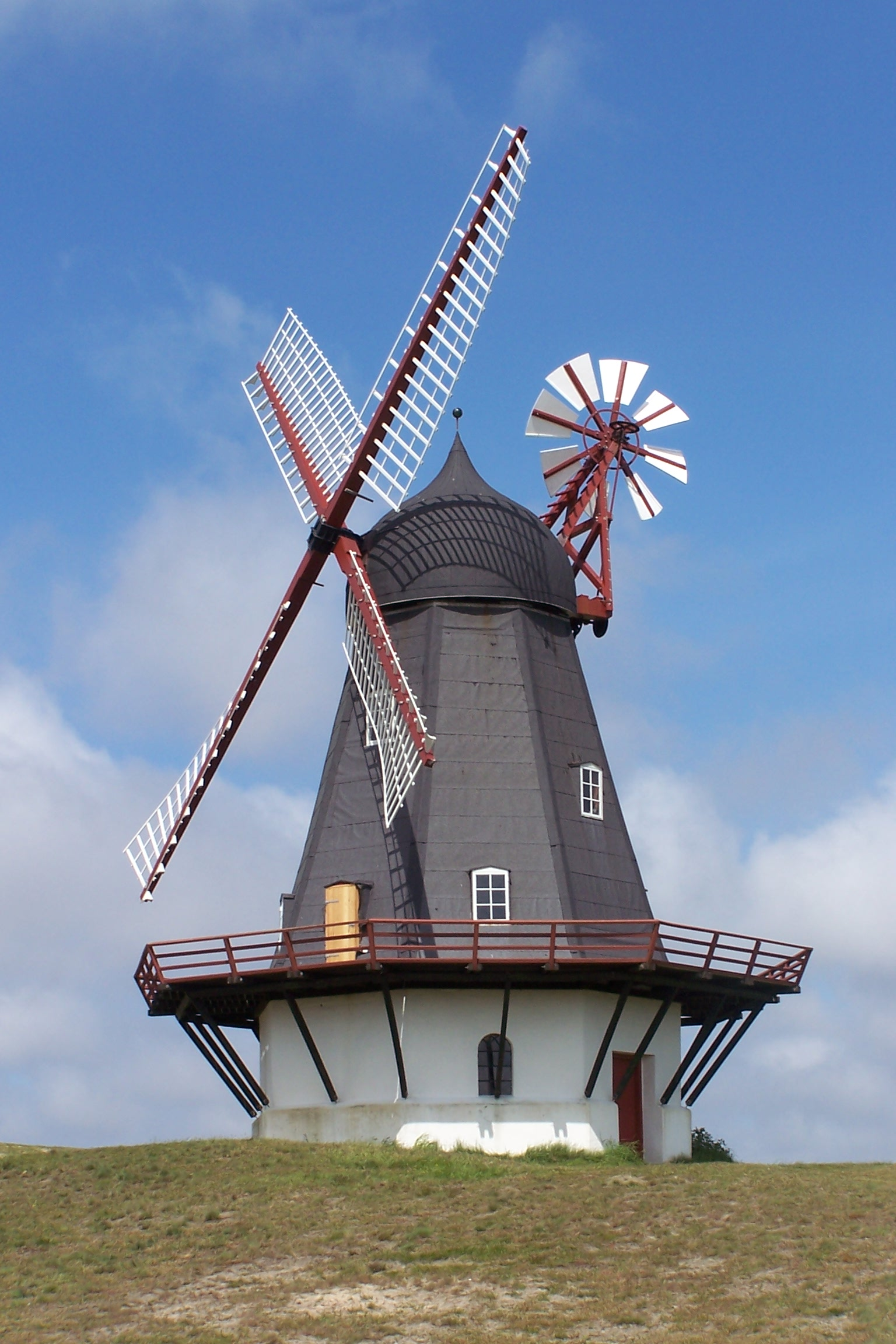
Sønderho mølle
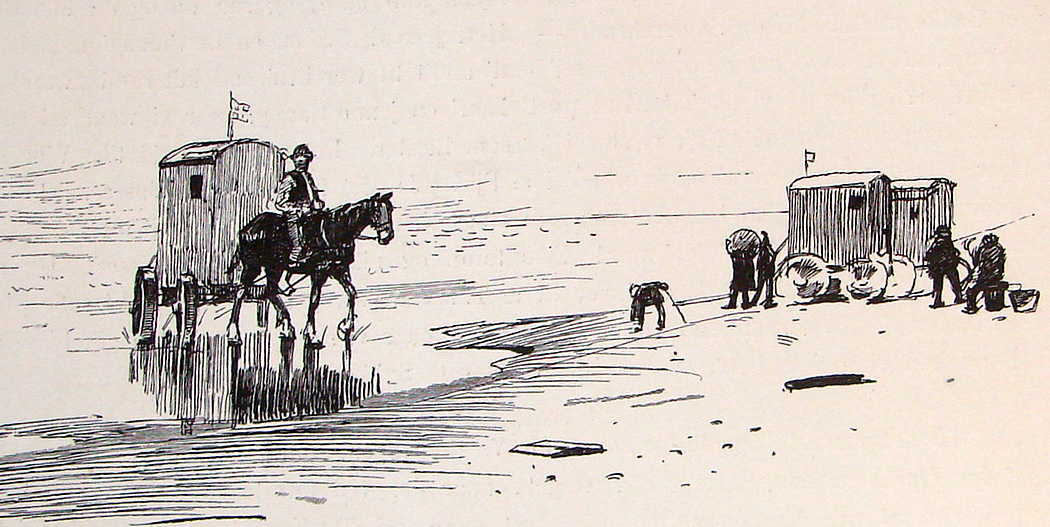
Badvagn på Fanø Strand i slutet av 1800-talet, av Erik Henningsen (1855-1930)
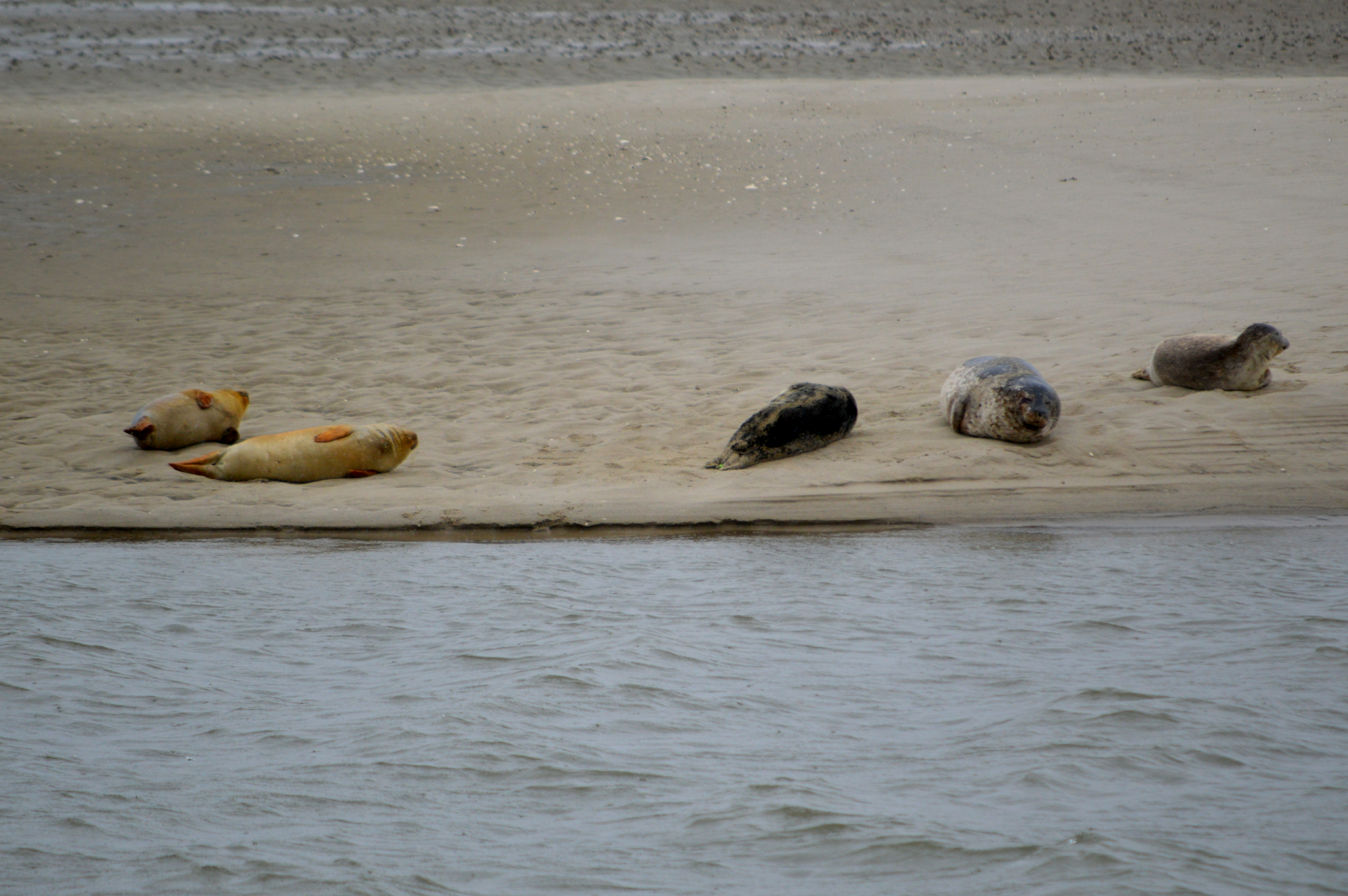
Sälar på en sandbank vid Fanø
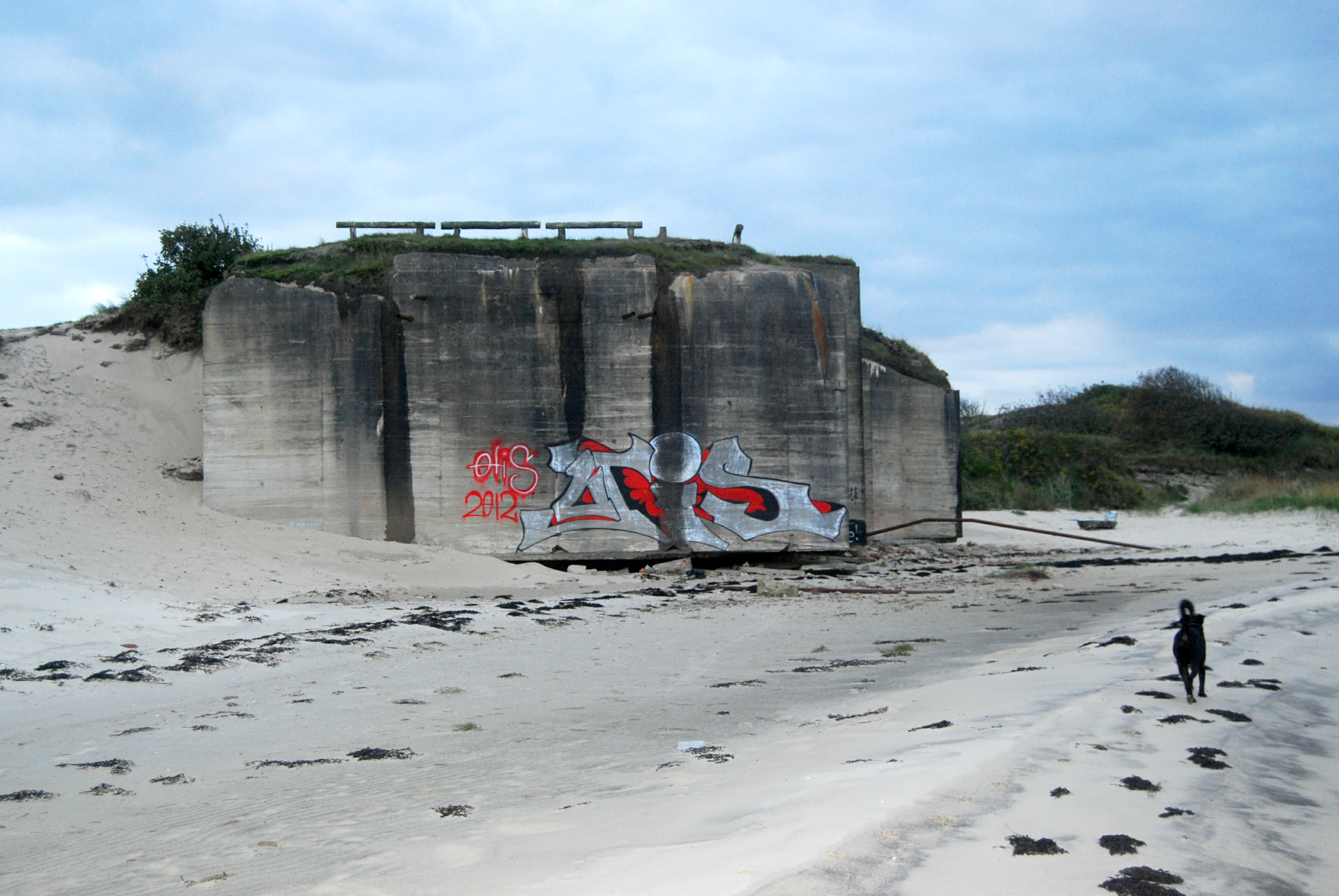
Bunker, som utgorde en del av Atlantvallen